# Kornet har sin vila
Kornet har sin vila är en vår- och påskpsalm av Anders Frostenson från 1968 med inspiration från en engelsk christmas carol och till en fransk folkmelodi (2/4, e-moll) känd från 1400-talet. I Herren Lever 1977 är koralsatsen skriven av Harald Göransson.
Texten illustrerar "vetekornets lag", synlig både i vårens skeende och i Jesu död, begravning och uppståndelse: "Han var vetekornet, låg i jordens djup / han stod upp en påskdag, lever bland oss nu."
Verserna 1 och 4 avslutas med bönen: "Kärlek med ditt ljus kom, kom och hos oss förbliv." Stroferna 2 och 3 avslutas med samma innebörd: "Kärlek med ditt ljus kom, kom och dröj hos oss kvar." Första versen är hämtad från Första Korintierbrevet 15:36-38 och tredje versen är hämtad från Johannesevangeliet 12:24.

## Publicerad i
- Herren Lever 1977 som nummer 889 under rubriken "Dagens och årets tider - Årstiderna".[1]
- Den svenska psalmboken 1986, Cecilia 1986, Psalmer och Sånger 1987, Segertoner 1988 och Frälsningsarméns sångbok 1990 som nummer 204 under rubriken "Årstiderna".
- Finlandssvenska psalmboken 1986 som nummer 101 under rubriken "Påsk".